# José Saavedra
José Miguel Saavedra (San Miguel de Tucumán, Tucumán, Argentina, 4 de agosto de 1987) es un exfutbolista argentino que jugaba como volante.

## Trayectoria

### Atlético Tucumán
Saavedra debutó con la camiseta de Atlético Tucumán en el 2008. En el 2009 se coronó campeón de la B Nacional y logró el ascenso a Primera División. Jugó en el decano hasta el año 2010.

### Amalia
En el 2011 pasó a Amalia, donde tuvo un breve paso.

### Concepción
En el 2011 viajó a sur de Tucumán, para sumarse a Concepción. En el 2014 obtuvo el ascenso al Federal A. Jugó con la camiseta del cuervo hasta el año 2019.

### Deportivo Llorens
En el 2020 jugó para Deportivo Llorens de Concepción.

## Clubes
| Club              | País      |
| ----------------- | --------- |
| Atlético Tucumán  | Argentina |
| Amalia            | Argentina |
| Concepción        | Argentina |
| Deportivo Llorens | Argentina |

## Palmarés
| Título     | Equipo           | País      | Año     |
| ---------- | ---------------- | --------- | ------- |
| B Nacional | Atlético Tucumán | Argentina | 2008/09 |